# هانا اشلشینسکا
هانا اشلشینسکا (لهستانی: Hanna Śleszyńska؛ زادهٔ ۱۱ آوریل ۱۹۵۹) بازیگر اهل لهستان است. وی دانش‌آموختهٔ آکادمی ملی هنرهای نمایشی الکساندر زلوروویچ در ورشو است.
از فیلم‌ها یا مجموعه‌های تلویزیونی که وی در آن‌ها نقش داشته‌است، می‌توان به کمیسر ماما، نامه به بابا نوئل ۳، گوش آقای رئیس، فیلیپ، ورای تخت جراحی، خانواده جایگزین، راز ساگال، جهان به روایت خانواده کیپسکی،  پدر متیو و هتل ۵۲ اشاره نمود.